# Point of Entry
Point of Entry es el séptimo álbum de estudio de la banda británica de heavy metal Judas Priest, publicado en 1981 por Columbia Records. Su sonido es más cargado al hard rock y con algunos temas más comerciales como «Don't Go», que en palabras de su propio productor Tom Allom, fue una estrategia de la discográfica con el fin de ingresar con éxito al mercado estadounidense.
Ciertos críticos lo consideran menos pesado que British Steel del año anterior, pero que demuestra su reputación de reinventarse en cada uno de sus trabajos. Aun así, ha ingresado en algunas listas de los mejores álbumes del género, como es el caso de la revista Rock Hard que el año 2005 lo situó en el lugar 352 de su lista los 500 grandes álbumes del rock y metal de todos los tiempos.
Además, en el 2001 se remasterizó con dos pistas adicionales; «Thunder Road» que fue grabada en las sesiones de Ram It Down y una versión en vivo de «Desert Plains» grabada en San Luis (Misuri) en 1986.

## Antecedentes
En septiembre de 1980 Rob Halford, Glenn Tipton y K.K. Downing comenzaron a escribir las primeras canciones de su eventual nuevo álbum. Para dar un nuevo enfoque a las grabaciones se trasladaron a Ibiza en España, junto a su productor Tom Allom, convirtiendo a Point of Entry en su primer disco de estudio en ser grabado fuera de su propio país. Durante ese mes tuvieron serias discusiones con la agencia Arkanata Management, los responsables de conseguirles su contrato con CBS Records, ya que no se sentían a gusto con los malos manejos de sus negocios y dineros. Es por ello que antes de partir a España renunciaron a dicha agencia para manejar ellos mismos sus propios negocios, pero por razones legales con el estado del Reino Unido tuvieron que crear la empresa Secret Management Associates Inc.

## Grabación
Todas sus canciones se grabaron en los Ibiza Studios entre octubre y noviembre de 1980, que de acuerdo a sus propios integrantes fue un proceso difícil. En sus propias palabras el estudio carecía de buenas instalaciones, a tal punto que a veces no poseían luz eléctrica y que incluso ciertos cortes fueron grabados con un generador a diésel. Según Ian Hill, tuvieron que soportar dichos problemas para abaratar costos, debido a los malos manejos de dinero de su antigua agencia de representantes. Aun así el proceso culminó en la fecha pactada, siendo posteriormente mezclado en los Starling Studios en Inglaterra y masterizado en los CBS Studios de Nueva York.
Una de las características más importante del álbum es que es menos pesado que British Steel y con un sonido más ligado al hard rock que al clásico heavy metal de la banda. En una entrevista realizada a Tom Allom el 2003, comentó que era menos pesado debido a que la compañía discográfica quería un disco más comercial con la idea de entrar con éxito al mercado estadounidense.

## Lanzamiento y promoción
Se publicó oficialmente el 26 de febrero de 1981 en el Reino Unido a través de CBS Records, donde alcanzó el puesto 14 en los UK Albums Chart. Tan solo un mes después de su lanzamiento se certificó en su propio país con disco de plata, luego de superar las 60 000 copias vendidas. En el mismo día se puso a la venta en los Estados Unidos donde entró en la lista Billboard 200 en el lugar 39. A pesar de que sus ventas partieron en un principio bien, recién en 1989 se certificó con disco de oro en el país norteamericano tras vender más de 500 000 copias.
En cuanto a su promoción se publicaron tres canciones como sencillos a lo largo de 1981; el primero de ellos fue «Don't Go» que se situó en el puesto 51 en los UK Singles Chart. «Heading Out to the Highway» que alcanzó la décima posición en los Mainstream Rock Tracks, convirtiéndose en el primer sencillo de la banda en entrar en dicha lista estadounidense, y por último «Hot Rockin'» que llegó al lugar 60 en el Reino Unido. Cabe mencionar que las tres canciones fueron apoyadas con vídeos musicales, todos dirigidos por Julien Temple.
En febrero del mismo año iniciaron la gira promocional World Wide Blitz Tour, con la cual recorrieron los Estados Unidos y Europa, y que les permitió tocar por primera vez en Puerto Rico. Además y a lo largo de sus más de 90 presentaciones contaron con Iron Maiden, Saxon, Def Leppard y Accept como artistas invitados.

## Portada
El disco contó con dos portadas; la primera de ellas diseñada por el director artístico de CBS Records, Roslaw Szaybo, y que fue publicado solo para el Reino Unido y la otra creada por el director artístico de Columbia, John Berg y que fue lanzado en los Estados Unidos y Japón. La de Szaybo contiene una figura puntiaguda al costado derecho y de ella sale una llamarada, además utilizó el mismo logo de la banda que había empleado en las producciones anteriores. Aunque existe hasta el día de hoy una confusión de cual es el significado de su creación, él no ha dado ninguna opinión al respecto.
Por su parte y a las pocas semanas de su publicación en los Estados Unidos, Berg no estuvo de acuerdo con la portada proveniente del país inglés. Por ello creó una nueva versión que consta de una resma de papel que recorre un suelo desértico y que se pierde en el horizonte. Además al logo le agregó volumen, creando así su primera versión en 3D que más tarde se emplearía en Turbo. En 1984, Glenn Tipton en la biografía Heavy Duty comentó al respecto: «La portada fue horrible y nosotros tenemos la culpa de la gestión, porque ellos no buscaron una mejor. La portada norteamericana era diferente, pero resultó ser aún peor. Así que no ayudó en lo absoluto».

## Lista de canciones
Todas las canciones escritas por Rob Halford, Glenn Tipton y K.K. Downing, a menos que se indique lo contrario.

| N.º | Título                       | Duración |  |
| 1.  | «Heading Out to the Highway» | 3:47     |  |
| 2.  | «Don't Go»                   | 3:18     |  |
| 3.  | «Hot Rockin'»                | 3:17     |  |
| 4.  | «Turning Circles»            | 3:42     |  |
| 5.  | «Desert Plains»              | 4:36     |  |
| 6.  | «Solar Angels»               | 4:04     |  |
| 7.  | «You Say Yes»                | 3:29     |  |
| 8.  | «All The Way»                | 3:42     |  |
| 9.  | «Troubleshooter»             | 4:00     |  |
| 10. | «On The Run»                 | 3:47     |  |

| Pistas adicionales en reedición de 2001 | |                 |          |  |
| N.º                                     | Título                                                                                             | Escritor(es)    | Duración |  |
| 11.                                     | «Thunder Road» (grabado durante las sesiones de Ram It Down)                                       | Halford, Tipton | 5:12     |  |
| 12.                                     | «Desert Plains» (en vivo, grabado en Kiel Auditorium, Saint Louis (Misuri), el 23 de mayo de 1986) |                 | 5:03     |  |

## Músicos
- Rob Halford: voz
- K.K. Downing: guitarra
- Glenn Tipton: guitarra
- Ian Hill: bajo
- Dave Holland: batería